# Közlekedési baleseti okkutatás

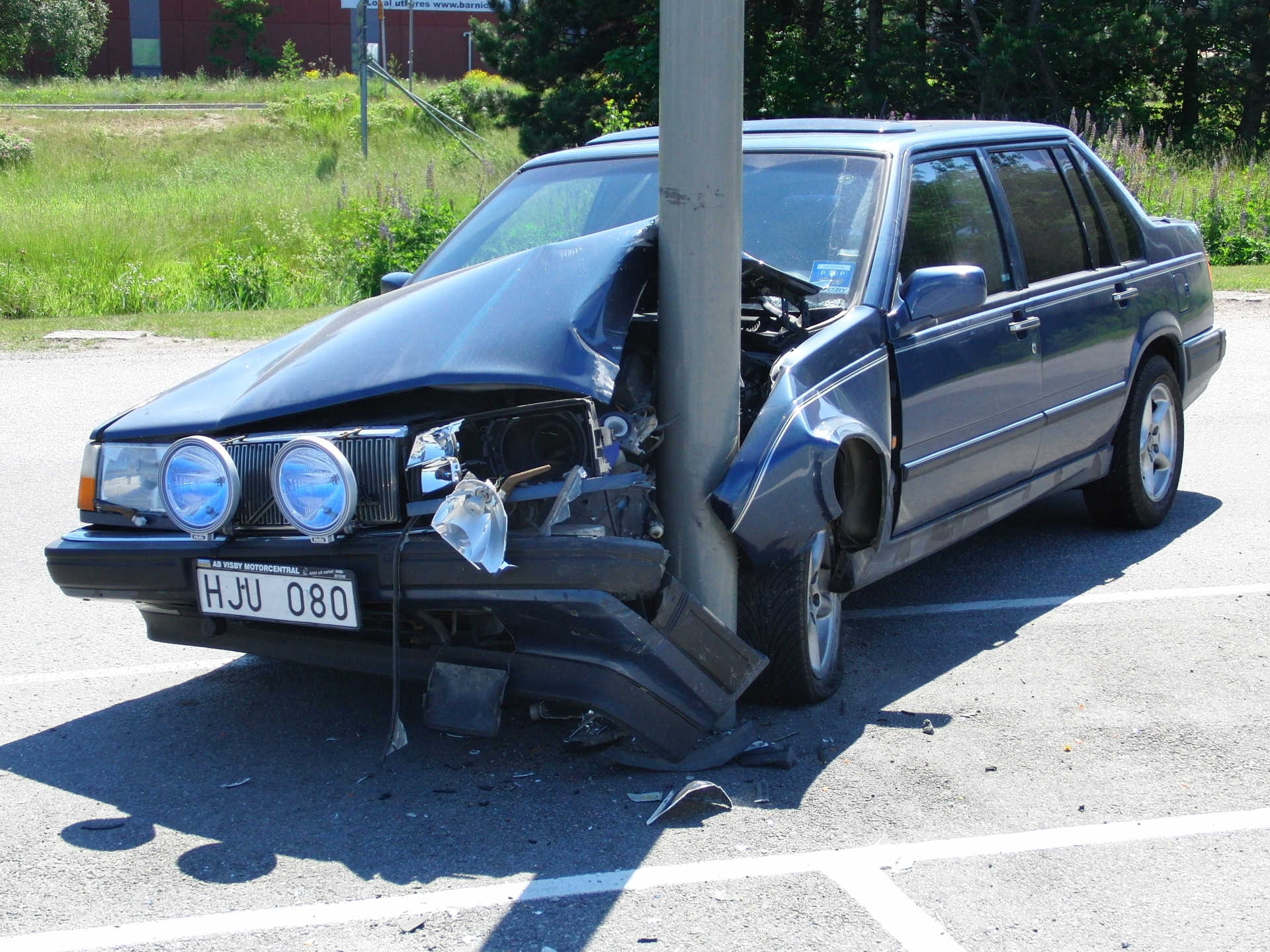
Egy közlekedési baleset

A közlekedési baleseti okkutatás a közlekedési balesetek és a közlekedésben résztvevők baleseti kockázatának tudományos igényű vizsgálatát jelenti. Foglalkozik a balesetek során bekövetkező személyi sérülésekkel, és figyelembe veszi a közlekedés módját (egyéni vagy tömegközlekedés, motorizált avagy nem stb.). A kutatók a közlekedési baleseteket statisztikailag különböző szempontok szerint hasonlíthatják össze:
- egy bizonyos súlyosságú baleset megtörténésének kockázatát a közlekedés módjának függvényében,
- a közlekedés formáit a baleseti kockázat függvényében, amely kockázatot azok maguk után vonnak.

Az utak 2002-ben világszerte szedett 1,2 millió halálos áldozatának többsége gyalogos és két keréken közlekedő, mert ők kiszolgáltatottak a forgalomban a jelenlévő nagyobb lendületű járművekkel szemben.

## Előzmények
Az 1950-es években John Paul Stapp amerikai ezredes kísérleteket végzett a gyorsulás és lassulás emberi szervezetre gyakorolt hatásaival kapcsolatban, és a biztonsági övek fontosságára hívja fel a figyelmet.

## Statisztika a kockázattal kapcsolatban
Rendkívül sokféle statisztikai módszer alkalmazott, és – mint bármelyikét – ezek eredményeit is körültekintően kell kiértékelni.
Az alapvető módszerek lehetővé teszik, hogy összehasonlítsuk a baleset bekövetkeztének kockázatát:
- 100, 1000, 1 000 000, 100 millió vagy egymilliárd közlekedett kilométerként bekövetkezett balesetek száma, egy adott közlekedési forma esetén. Például a magyar Központi Statisztikai Hivatal egységnyi futásteljesítményre jutónak nevezi az ilyen statisztikai adatokat, és egymilliárd gépjármű-kilométerre vonatkoztat.
- Az időtartamra (pl. 100 millió utazott órára fajlagosítva) vonatkoztatott balesetek száma, amely időtartam alatt a közlekedés során veszélynek van kitéve a közlekedő személy.
- Egységnyi úthosszra (pl. 100 kilométerre) jutó balesetek száma, avagy balesetsűrűség (rövidítve BS). Ilyenkor különböző útszakaszokat, vagy különböző fajtájú utakat hasonlíthatunk össze.
- Egységnyi népességre (pl. 100 000 lakosra) jutó balesetek száma. Ebben az esetben különböző közigazgatási területeket hasonlíthatunk össze.
- Egy adott utazásra vonatkoztatott kockázat. (Utazás alatt értjük a közlekedő személy útvonalát a kiindulási pontot követően, az úti céllal bezárólag.)

### A közúti közlekedés kockázata lakott területen
Példaként franciaországi számadatokra alapozva, ha 1-nek tekintjük a személyi sérülés kockázatát személygépkocsival közlekedve, az első statisztikai módszer szerint a baleset kockázata:
- 1,5-2: gyalogosan vagy kerékpárral;
- nagyobb mint 8: segédmotoros kerékpárral, mopeddel vagy motorkerékpárral;
- sokkal kisebb mint 1: tömegközlekedéssel.

Ezek a számadatok még nagyobb kontrasztot mutatnak, ha az időtartamra vonatkoztunk, ami alatt a közlekedés során veszélynek van kitéve a közlekedő személy. Ez utóbbi statisztika készítésénél az utazás átlagos időtartamát kell figyelembe venni. Például a kerékpározás átlagosan háromszor gyorsabb, mint a gyaloglás. Ezért a kerékpár kb. harmadára csökkenti a kockázatot a gyalogláshoz képest, egy adott távolságra vonatkoztatva. Azonban a kockázat lényegében ugyanakkora, ha az utazás időtartama megegyezik.

### A közúti közlekedés kockázata lakott területen kívül
Összességében hasonló tendenciát kapunk, mint a lakott területen történő közlekedés esetén. A közlekedés ún. legveszélyeztetettebb csoportjainak kockázata azonban erősödést mutat, mivel az effajta közlekedés infrastruktúrája nem kimondottan számukra lett tervezve. A tömegközlekedési eszközök kockázati szintje is emelkedik, de még így is jóval a személygépkocsiké alatt marad.
Biztonságosnak tekintjük az autópályákat, amik valóban kis baleseti hányadot mutatnak megtett kilométerenként, de a halálos kimenetelű balesetek kockázatának aránya itt sokkal nagyobb. Kétségtelen, hogy ezen balesetek nagy részét okozzák a nehéz tehergépjárművek, amik szerencsétlenség esetén a halálos kimenetel kockázatát megkétszerezik. A nehéz tehergépjárművek okozta balesetek 5,2%-a jelenti a végzetes kimenetelű balesetek 13,1%-át.

## A balesetek sérülési és halálozási aránya
A közlekedési baleseti okkutatásban a kockázat szó különböző kontextusokban használható; mint a baleset elszenvedésének kockázata, illetve a sérülés vagy halálozás kockázata egy szerencsétlenség során.
Az egyéni gépjárműforgalom (személygépkocsi, motorkerékpár) halálozási aránya jelentős. Azonban ezen balesetek sérülési aránya alacsonyabb, mint a repülőgépeké, annak ellenére, hogy a repülőgépek átlagosan jóval kevesebb halálos áldozatot szednek évente.

## Alkalmazási területek
A közlekedési baleseti okkutatás lehetővé teszi:
- hogy meghatározzuk, hogy mik a végrehajtandó adekvát intézkedések egy bekövetkezett tragédia esetén;
- hogy ösztönözzük a (közúti, vasúti, légiforgalmi és tengerészeti) biztonságpolitikát, aminek keretében a közlekedés résztvevői magatartásának módosítására törekszünk;
- hogy, ha akár részlegesen is, de számba vegyük az egyes politikai irányelvek és intézkedések hatásait;
- hogy a töréstesztekkel részt vegyünk a járműfejlesztésben.

A közúti közlekedést tekintve például, a személygépkocsikat érintő közlekedési balesetek kutatása azt mutatja, hogy a biztonsági övek használatának elterjedése lehetővé tette a balesetek halálozási arányának figyelemre méltó csökkenését. Ezzel egy időben a lakott területen belüli üresjárati gurulás visszaszorítására tett hathatós közlekedéspolitikai intézkedések lehetővé teszik a balesetek számának és súlyosságának csökkentését. Azonban a közlekedési baleseti okkutatás nem mindig teszi lehetővé, hogy teljes mértékben megjósoljuk egy rendelkezés következményeit: például Spanyolországban és Ausztráliában a gyakorlat azt mutatja, hogy a kerékpárosok kötelezése a bukósisak lakott területen belüli viselésére visszavetette ennek a közlekedési formának a fellendülését, ami hosszútávon kedvezőtlen következményekkel jár a közegészségre (sokan mellőzik a kerékpárt a bukósisak viselésének kötelezővé tétele következményeként, ami az emberek testmozgásának alacsony szintjéhez járul hozzá, ami a várható élettartam csökkenéséhez kapcsolódik). Ugyanakkor ez az intézkedés nem csökkenti sem a sérülések számát, sem azok súlyosságát.

## Különböző közlekedési formák baleseteit összehasonlító táblázatok (európai uniósadatok)
| Közlekedési forma                      | 1999 | 2001–2002 |
| -------------------------------------- | ---- | --------- |
| Segédmotoros kerékpár és motorkerékpár | 16   | 13,8      |
| Gyalogos                               | 7,5  | 6,4       |
| Kerékpár                               | 6,3  | 5,4       |
| Személygépkocsi                        | 0,8  | 0,7       |
| Komptípusú hajó                        | 0,33 | 0,25      |
| Autóbusz                               | 0,08 | 0,07      |
| Polgári légi közlekedés                | 0,08 | 0,035     |
| Vonat                                  | 0,04 | 0,050     |

| Közlekedési forma                      | 1999 | 2001–2002 |
| -------------------------------------- | ---- | --------- |
| Segédmotoros kerékpár és motorkerékpár | 500  | 440       |
| Kerékpár                               | 90   | 75        |
| Gyalogos                               | 30   | 25        |
| Személygépkocsi                        | 30   | 25        |
| Polgári légi közlekedés                | 36,5 | 16        |
| Komptípusú hajó                        | 10,5 | 8         |
| Vonat                                  | 3    | 3         |
| Autóbusz                               | 2    | 2         |

## Fordítás
- Ez a szócikk részben vagy egészben  az   Accidentologie des transports című francia Wikipédia-szócikk ezen változatának fordításán alapul.  Az eredeti cikk szerkesztőit annak laptörténete sorolja fel. Ez a jelzés csupán a megfogalmazás eredetét és a szerzői jogokat jelzi, nem szolgál a cikkben szereplő információk forrásmegjelöléseként.